# Cording Islands
Die Cording Islands sind eine Inselgruppe im Rakituma / Preservation Inlet in der Region Southland im Südwesten der Südinsel von Neuseeland.

## Geographie
Die Cording Islands befinden sich im Rakituma / Preservation Inlet, rund 2,5 km nordöstlich von Coal Island und rund 680 m südsüdwestlich des Eingangs zum Isthmus Sound. Die Inselgruppe erstreckt sich über eine Fläche von rund 2,5 km² und umfasst vier Inseln und 12 kleinere Inseln bzw. Felseninseln. Die mit Abstand größte Insel der Gruppe liegt in der Mitte der Inselgruppe, umfasst eine Fläche von rund 23,3 Hektar und erhebt sich rund 40 m aus dem Rakituma / Preservation Inlet hervor. Die nächstgrößere Insel der Gruppe umfasst rund 3,9 Hektar und ist im Westsüdwesten der Inselgruppe zu finden. Insgesamt umfasst die Fläche aller Inseln 37,8 Hektar.
Südlich der Inselgruppe befinden sich die Inseln Steep-to Island, rund 1,05 km südlich, Round Island, rund 1,2 km südlich und Weka or Long Island, rund 930 m südlich der einzelnen Insel der Gruppe entfernt.
Die Inseln sind mit Ausnahme der kleinen Felseninseln alle bewaldet.